# Amphistigma watsonae
Amphistigma watsonae är en ormstjärneart som beskrevs av Baker 1979. Amphistigma watsonae ingår i släktet Amphistigma och familjen trådormstjärnor. Inga underarter finns listade i Catalogue of Life.